# خبرنگار (فیلم)
خبرنگار (انگلیسی: The Exclusive: Beat the Devil's Tattoo; کره‌ای: 특종: 량첸살인기) یک فیلم کمدی سیاه دلهره‌آور جنایی محصول سال ۲۰۱۵ کره جنوبی به کارگردانی رو دوک و با بازی جو جونگ سوک و لی هانا است. این فیلم در ۲۲ اکتبر ۲۰۱۵ مناشر شد.

## بازیگران
- جو جونگ سوک در نقش هو مو هیوک
- لی هانا در نقش هو سو جین
- لی می سوک در نقش خانم بک
- کیم یی سونگ در نقش مدیر مون
- به سونگ وو در نقش آقای اوه
- کیم ده میونگ در نقش هان سونگ وو
- ته این هو در نقش رهبر تیم یو
- بک عیون جین در نقش نویسنده کیم
- الوک پراتیوی در نقش کلارا
- یو دا کیونگ در نقش کارگردان کو
- پارک چه ایک در نقش سو دو اوه